# Xu Xiang
Xu Xiang (Ningbo, China, febrero de 1977) es un clavadista o saltador de trampolín chino especializado en trampolín de 1 metro, donde consiguió ser subcampeón mundial en 2005.

## Carrera deportiva
En el Campeonato Mundial de Natación de 2005 celebrado en Montreal (Canadá) ganó la medalla de plata en el trampolín de 1 metro, con una puntuación de 4455 puntos, tras el canadiense Alexandre Despatie  y por delante de su compatriota chino Wang Feng (bronce).